# Olios aristophanei
Olios aristophanei là một loài nhện trong họ Sparassidae.
Loài này thuộc chi Olios. Olios aristophanei được Roger de Lessert miêu tả năm 1936.